# 1576 год в науке
В 1576 году произошли различные научные и технологические события, некоторые из которых представлены ниже.

## События
- 8 августа — Тихо Браге начал строительство на острове Вен обсерватории, которую назвал «Ураниборг». Наблюдения из Ураниборга позволили открыть законы движения планет[1][2].

## Публикации
- Хемфри Гилберт: Discours sur la découverte d’un passage Nord-Ouest vers Cathay.
- Томас Диггес: «Совершенное описание небесных сфер в соответствии с древней доктриной пифагорейцев, возрождённой Коперником, подкреплённое геометрическими демонстрациями» (англ.  A Perfit Description of the Caelestiall Orbes according to the most aunciente doctrine of the Pythagoreans, latelye revived by Copernicus and by Geometricall Demonstrations approved). В этой работе Диггес предложил модель бесконечной гелиоцентрической Вселенной.
- Жозеф Дюшен: Sclopetarius .
- Карл Клузиус: Rariorum aliquot stirpium per Hispanias observatarum historia, содержательное описание флоры Пиренейского полуострова[3][4]
- Матиас де Лобель: Plantarum seu stirpium historia|Plantarum seu Stirpium Historia. Cui annexum est adversariorum volumen.
- (год приблизителен) — Леонард Раувольф: Viertes Kreutterbuech — darein vil schoene und frembde Kreutter, первое описание флоры Ближнего Востока.

## Родились
См. также: Категория:Родившиеся в 1576 году
- 27 мая — Каспар Шоппе, немецкий филолог и писатель (умер в 1649 году).
- Антонио Бозио, итальянский историк и археолог (умер в 1629 году).
- Саломон де Косс, французский учёный, инженер (умер в 1626 году).
- Джулио-Чезаре Лагалла, итальянский врач и философ (умер в 1624 году).

## Скончались
См. также: Категория:Умершие в 1576 году
- 15 марта — Жак Гохорий, французский врач, адвокат и алхимик (род. в 1520 году).
- 2 июня — Волхер Койтер, нидерландский анатом (род. в 1534 году).
- 21 сентября — Джероламо Кардано, итальянский математик, врач и инженер (род. в 1501 году).
- (год смерти приблизителен) Алоизий Лилий, итальянский врач, астроном и хронолог, автор предложений, которые легли в основу календарной реформы 1582 года (род. около 1510 года).
- Конрад Хаас, австрийский изобретатель и инженер, создатель первой европейской ракеты (род. в 1509 году).